# Jesenice (Szlovénia)

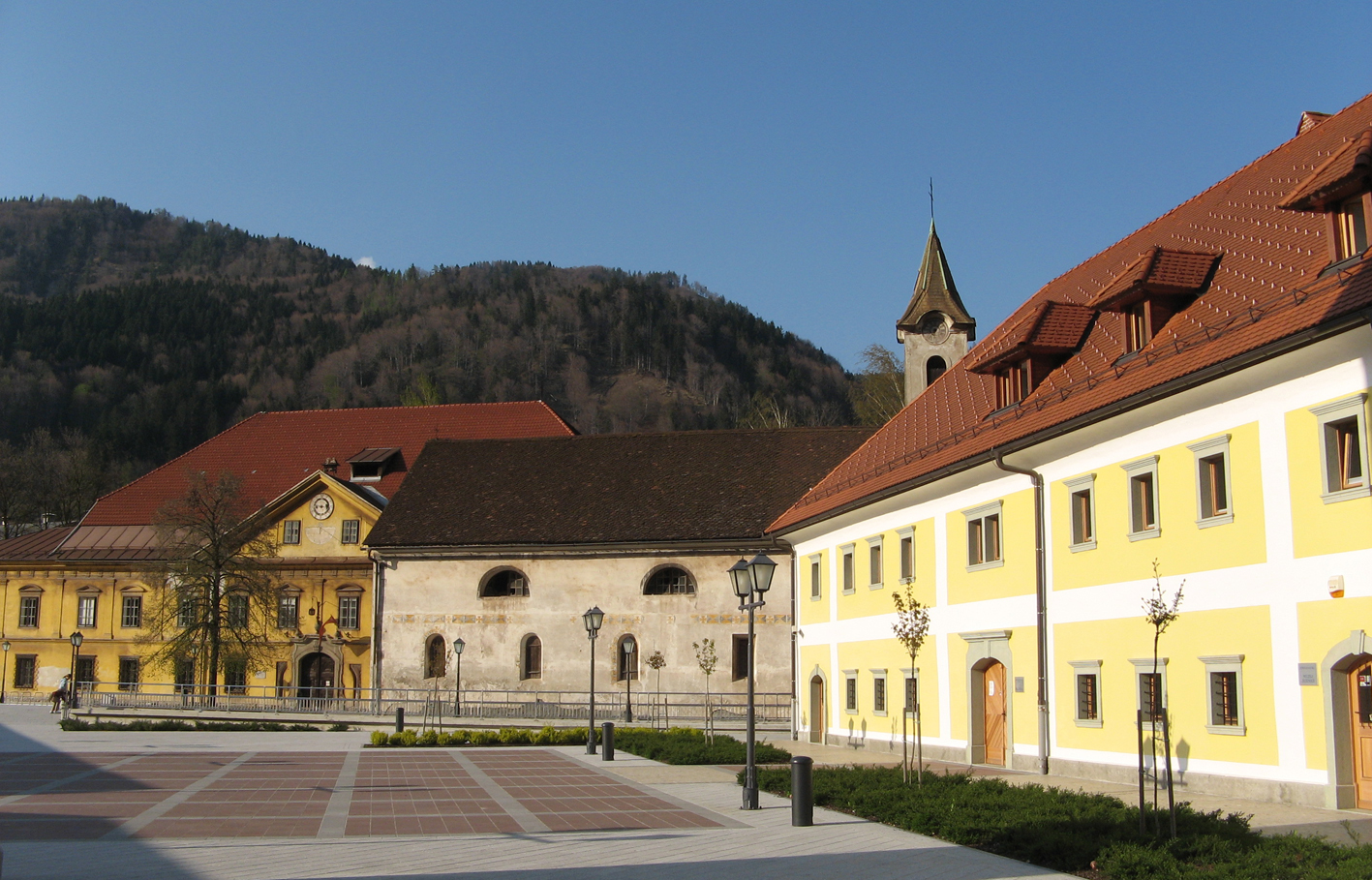
Főtér

Jesenice (IPA: [jɛsɛˈniːʦɛ]ⓘ) (németül: Aßling IPA: [aːslɪŋ]) város és község (járás) Szlovéniában, Gorenjska régióban, az osztrák határ közelében, a Karavankák szlovén oldalán. Az ország legnagyobb acélgyáráról, az Acroniról. valamint jéghoki klubjáról, az Acroni Jesenice-ről nevezetes. A város történelme a vaskohászat és fémfeldolgozási iparhoz fűződik.

## Földrajz
Jesenice a Felső Kranj régióban fekszik, a Száva-völgy északi részén. Északon a Karavankák veszik körül, délen pedig a Mežakla hegység. A Karavankák másik oldalán fekszik Villach. Kranjska Gora üdülőváros 15 km-re van északnyugatra, a festői Bledi-tó pedig 10 km-re délre. A többi környező települések közé tartozik Mojstrana, Hrušica és Žirovnica. Jesenice klímája a mérsékelt és kontinentális között van, némi alpesi befolyással.